# Alan Gordon Cunningham
Sir Alan Gordon Cunningham (1. maj 1887 – 30. januar 1983) britisk general, bror til admiral A.B. Cunningham. Han blev født i Dublin, Irland. Han blev uddannet på Cheltenham College og the Royal Military Academy før han blev officersudnævnt i hæren i 1906. Han deltog i første verdenskrig 1914-1918, blev udnævnt til generalmajor i 1938. Han var chef for de britiske styrker i Mellemøsten 1940-1941. Han blev videre belønnet ved i 1943 at blive udnævnt til generalløjtnant. 
Han blev udnævnt til britisk højkommisær i Palæstina fra 1945 til Israels oprettelse 1948.